# Нетриус
Нетриус — річка в Україні, в межах Ізюмського району Харківської області, Краматорського району Донецької області. Ліва притока Сіверського Дінця (басейн Дону).

## Назва
Писемні згадки про річку містяться у «Книзі Великому Кресленню» XVII століття під назвою «Святий колодязь». Річка також виступає під назвою Нетріус, Неутріус, Нетрівус, Нетригуз, Нетрус, Деріус. На думку професора Є. С. Отіна назва до річки перейшла від селища Нетриус у верхів'ях. Селище було засноване, за переказами, запорізьким козаком Нетривусом.

## Опис та гідрологічний режим
Довжина 31 км. Площа водозбірного басейну 241 км². Похил річки 2,3 м/км. Долина трапецієподібна, завширшки до 2,2 км, завглибшки до 50 м. Схили долини — крейдяні виходи. Заплава завширшки 300 м, на окремих ділянках заболочена. Річище помірно звивисте, завширшки 5—8 м й більше.
Живлення мішане, переважно джерелами у верхів'ях. Замерзає у середині грудня, скресає у середині березня.
У середній течії утворилось озеро Станове. На річці споруджений каскад ставків. Використовується на потреби рибництва (розведення форелі) і частково для зрошення.

## Розташування
Бере початок на північний схід від села Андріївки. Тече на південний захід і (частково) південь. Впадає до Сіверського Дінця на захід від смт Дробишеве, поблизу села Пришиб.

## Природоохоронні заходи
По річці проходить кордон національного природного парку «Святі гори». У басейні річки багато прісних джерел, які охороняються як пам'ятки природи. Крейдяні джерела біля села Шандриголове взяті під охорону й набули статусу гідрологічної пам'ятки природи місцевого значення «Джерела» (49°06′13″ пн. ш. 37°42′34″ сх. д. / 49.1036° пн. ш. 37.7094° сх. д.). Вода вважається найчистішою на теренах Донецької області.